# James Pradier

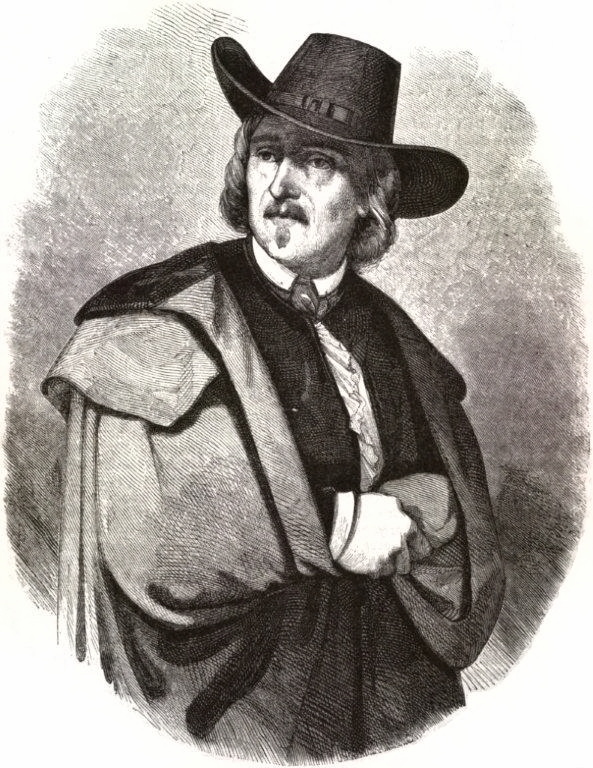
Jean Jacques Pradier

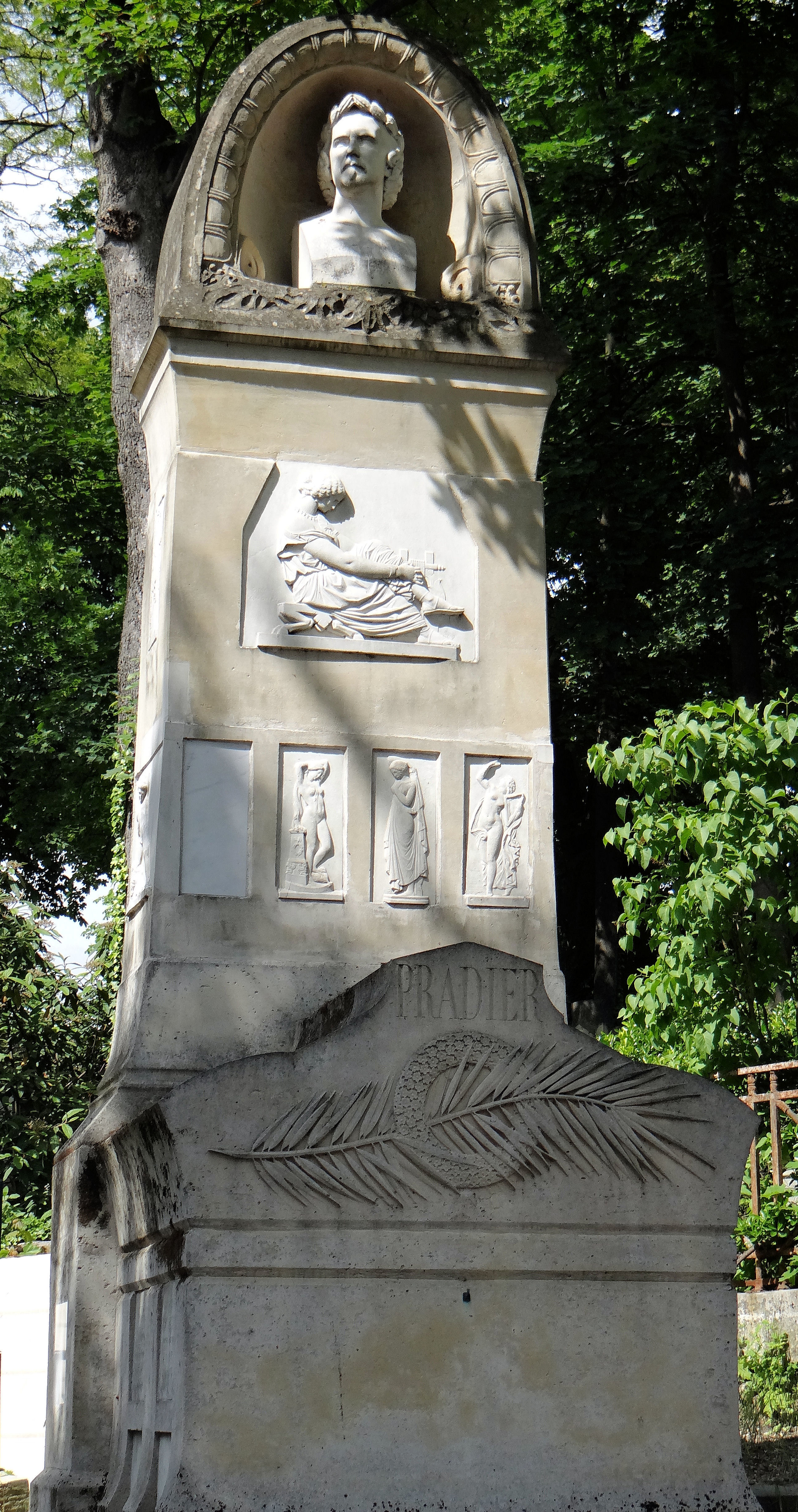
Pradiers Grab auf dem Friedhof Père-Lachaise

James Pradier (* 23. Mai 1790 in Genf; † 4. Juni 1852 in Rueil bei Paris; (eigentlich Jean Jacques Pradier)) war ein französisch-schweizerischer Bildhauer.

## Leben
Pradier entstammte einer Genfer Familie. Der Kupferstecher Charles Simon Pradier war sein Bruder, der Maler John Pradier sein Sohn. Mit 19 Jahren wurde Pradier 1809 in Paris Schüler von François-Frédéric Lemot an der École nationale supérieure des beaux-arts.
Die Jahre 1812 bis 1819 verbrachte Pradier in Rom und kopierte dort hauptsächlich Antiken. Als er 1819 nach Paris zurückkehrte, konnte er noch im gleichen Jahr mit seiner ersten Einsendung Kentaur und Bacchantin beim Salon einen Erfolg verbuchen.
Weitere Werke sind, ein Sohn der Niobe, eine Psyche, eine Venus, Sappho und Atalante (sämtliche im Louvre), das Grabmonument des Herzogs von Berri St.-Louis (in Versailles), ein Relief am Triumphbogen des Karussells, vier kolossale Gestalten der Fama in den Giebelbildern des Triumphbogens de l’Etoile, die Statue der Fortune publique an der Börse, die Statue Jean-Jacques Rousseaus in Genf, die drei Grazien, Phryne, der Morgen, Flora, Prometheus und Pheidias (im Tuileriengarten), vier Apostel in der Madeleinekirche und die zwölf kolossalen Viktorien am Grabdenkmal Napoleons I. im Invalidenhotel.
1827 wurde er in Paris zum Dozenten an die École des beaux arts berufen. Gleichzeitig gewann er König Louis Philippe als überaus großzügigen Mäzen. Die Académie royale des Sciences, des Lettres et des Beaux-Arts de Belgique nahm ihn 1846 als assoziiertes Mitglied auf.
Pradier hatte eine langjährige Beziehung und eine gemeinsame Tochter mit seinem Modell, der Schauspielerin Juliette Drouet.
Pradier gilt als Nachfolger von Clodion (Claude Michel). Im Alter von 62 Jahren starb Pradier am 4. Juni 1852 in Rueil bei Paris.

## Weitere Werke
- Büste von Maxime Ducamp
- Büste von Louise Colet
- Büste von Charles Percier
- Büste von Ferdinand Philippe d’Orléans
- Büste von Louis-Philippe I.
- Satyre et Bacchante, 1834, Marmor, Louvre
- Psyché, 1824, Marmor, Louvre
- Odalisque dansant, Bronze, Louvre
- Niobide blessé, 1822, Marmor, Louvre
- Les Trois Grâces, 1831, Marmor, Louvre
- Diane et Endymion, Terrakotta, Louvre
- La Toilette d’Atalante, 1850, Marmor, Louvre

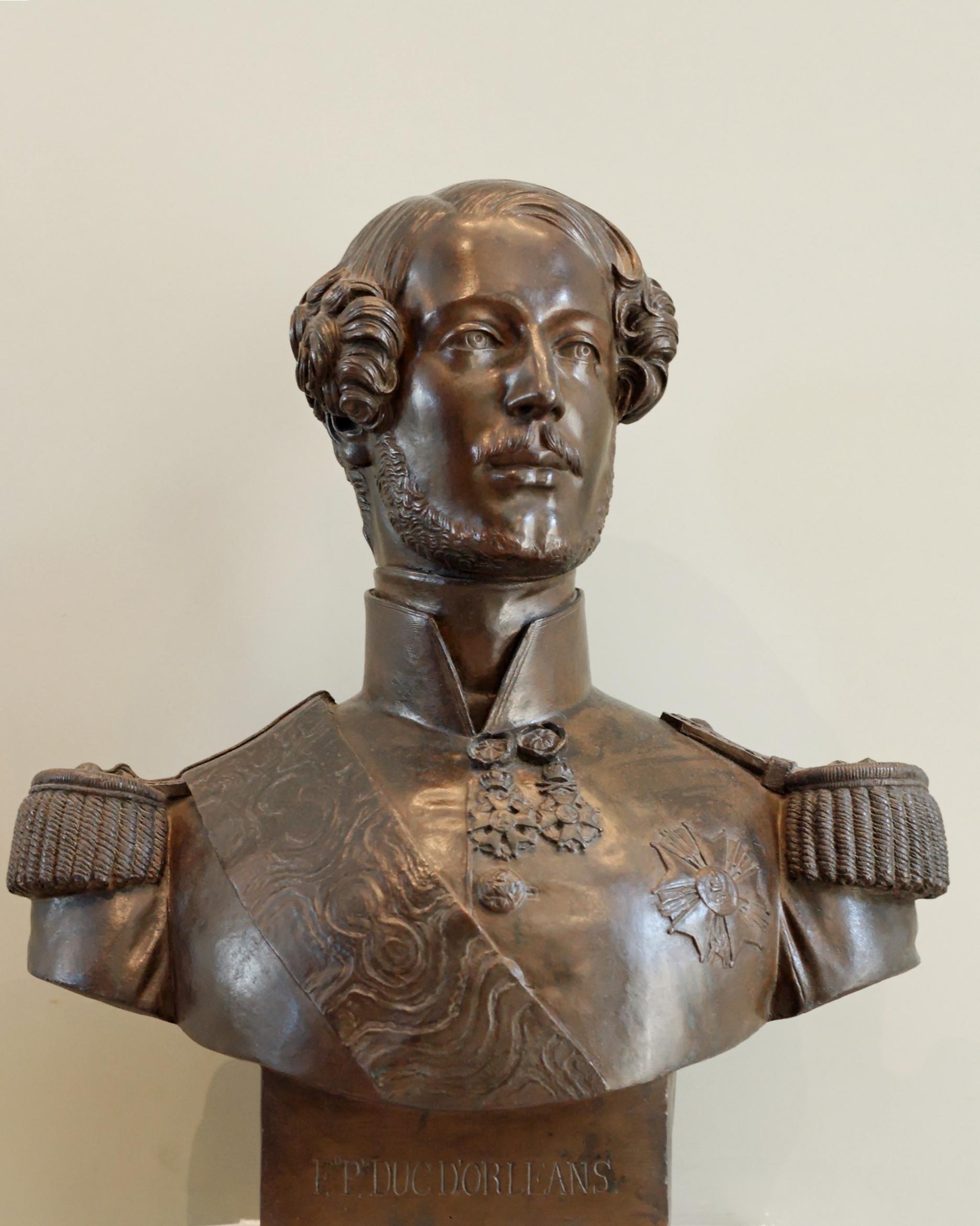
Büste von Ferdinand Philippe d’Orléans
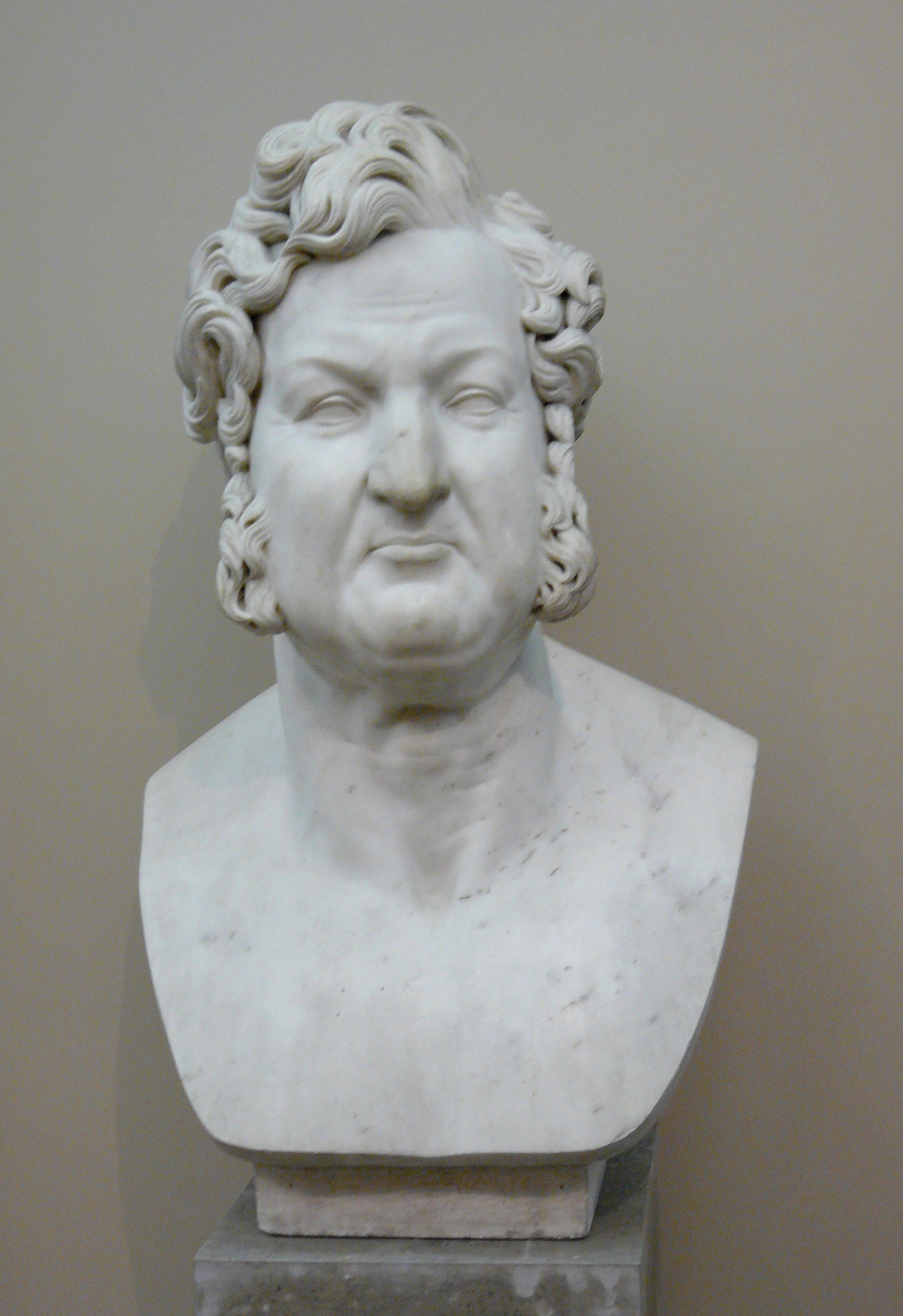
Büste von Louis-Philippe I.
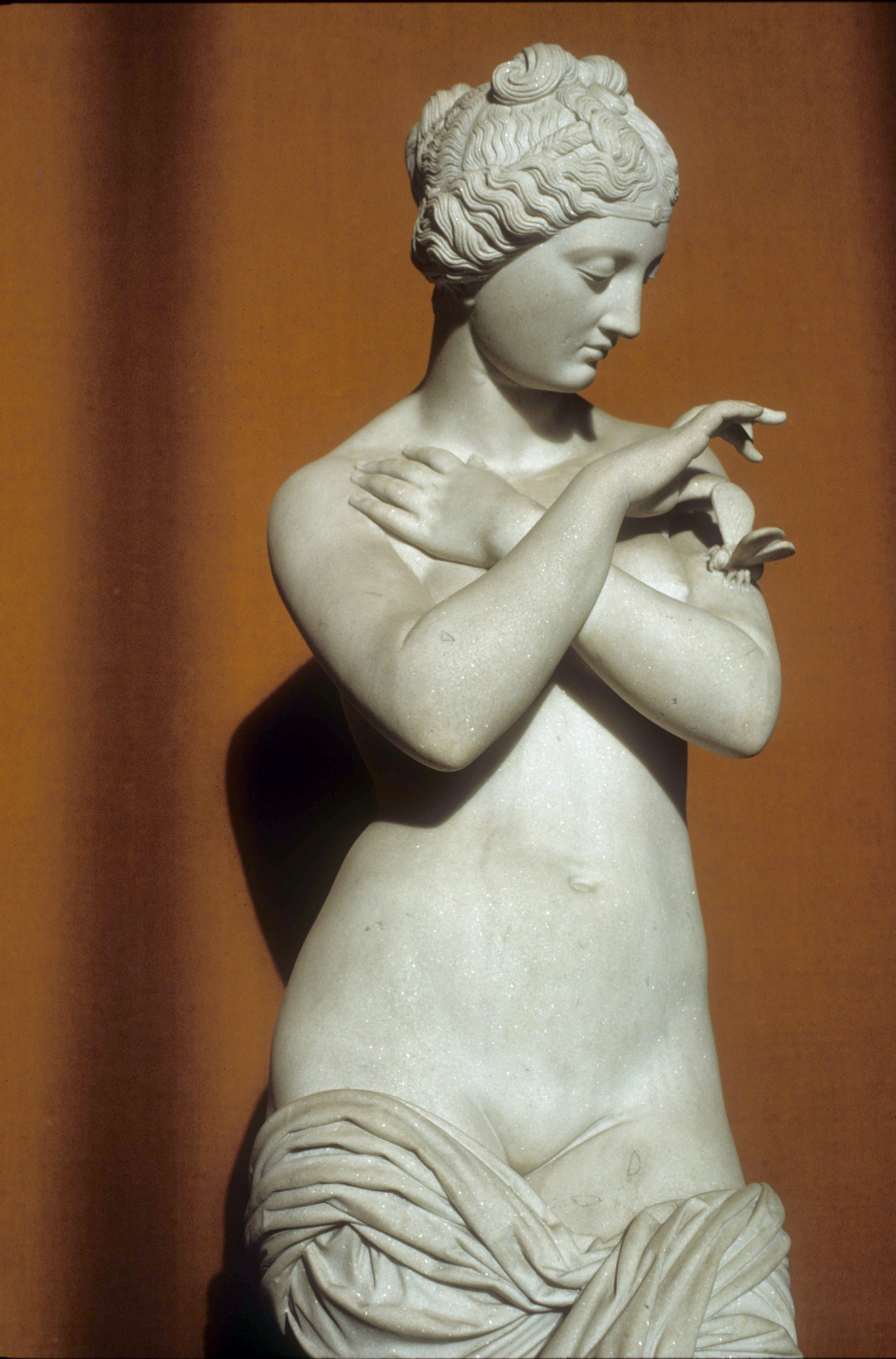
Psyche
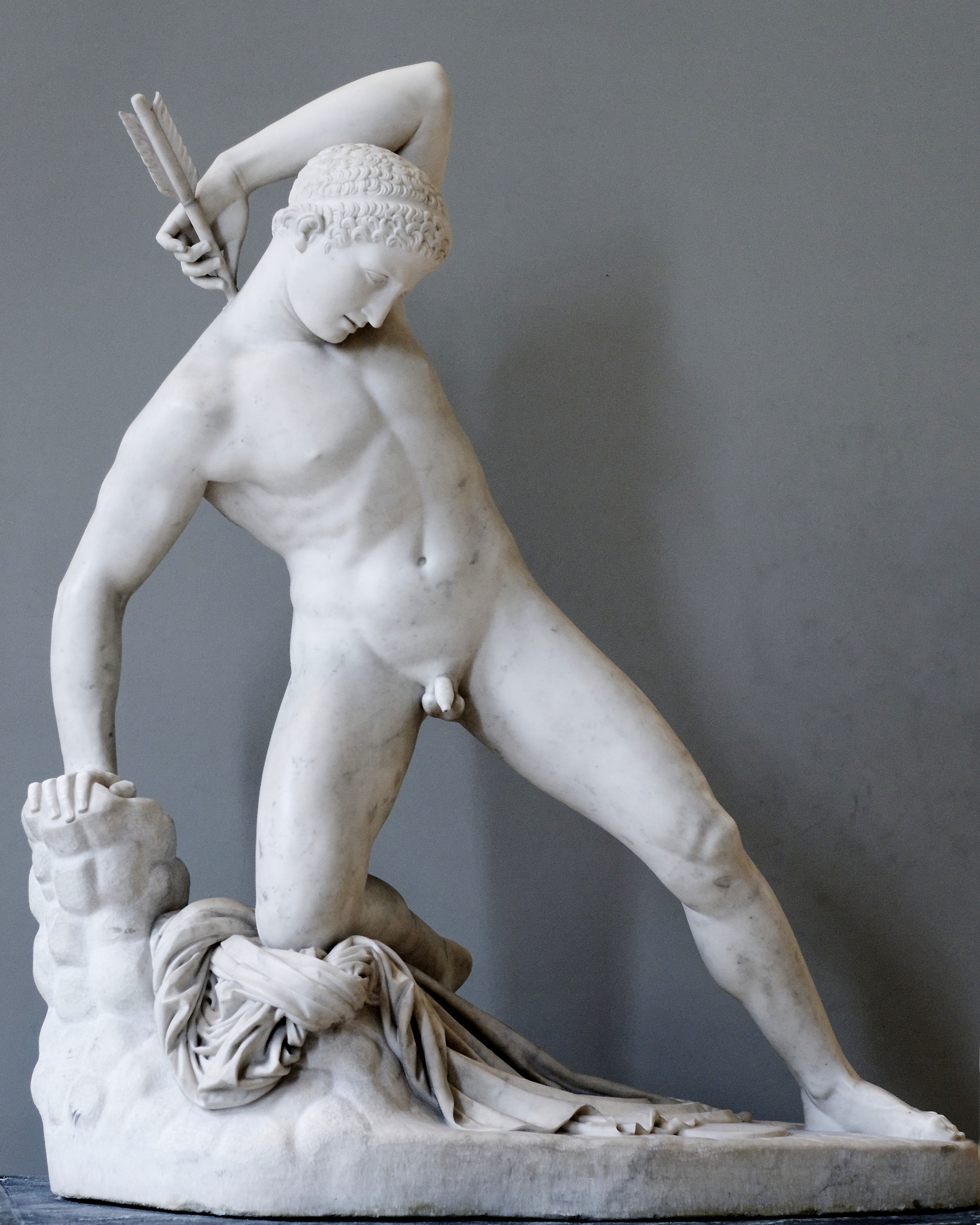
Niobid, 1822, Louvre
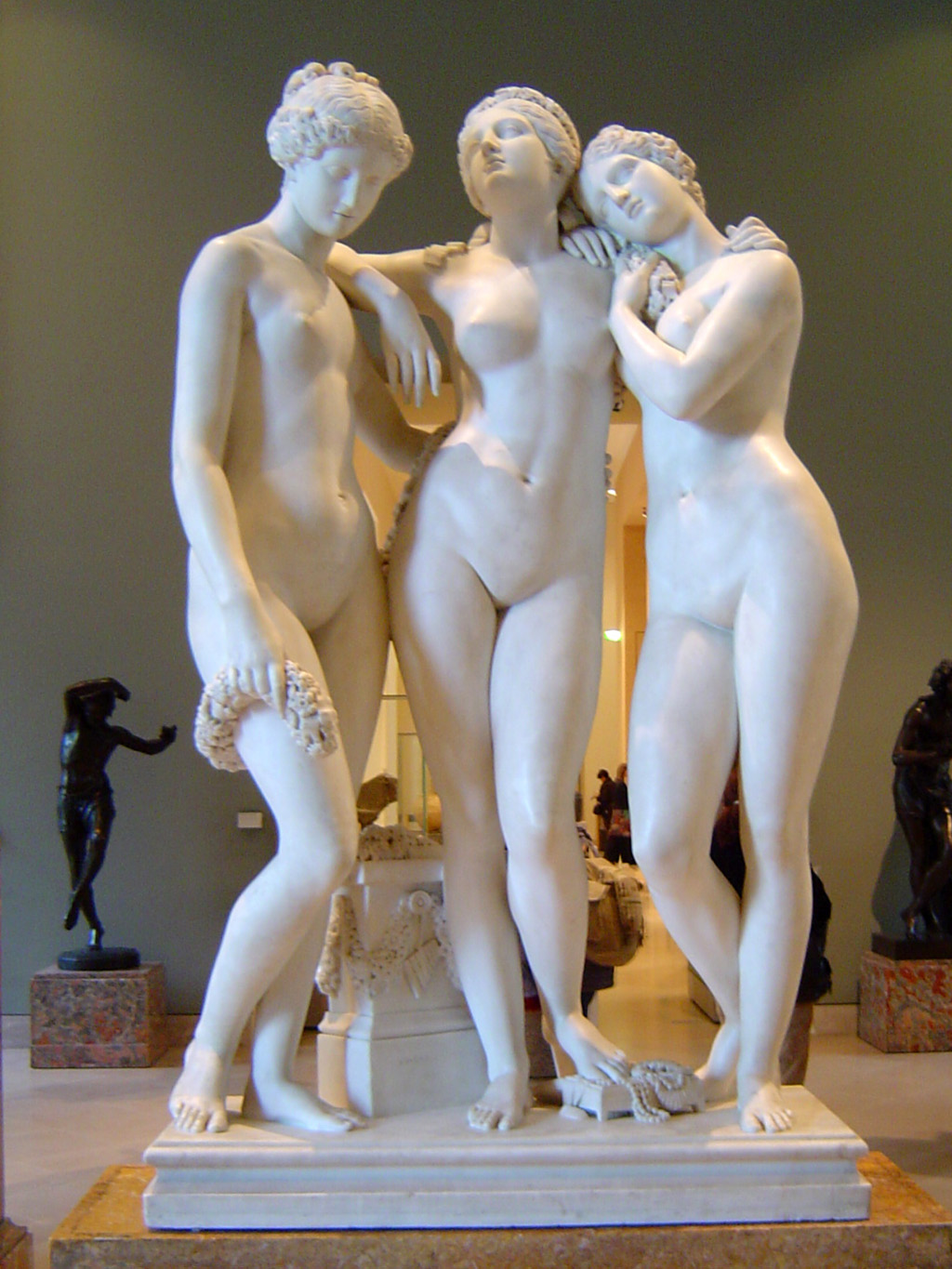
Die drei Grazien, 1831 Louvre
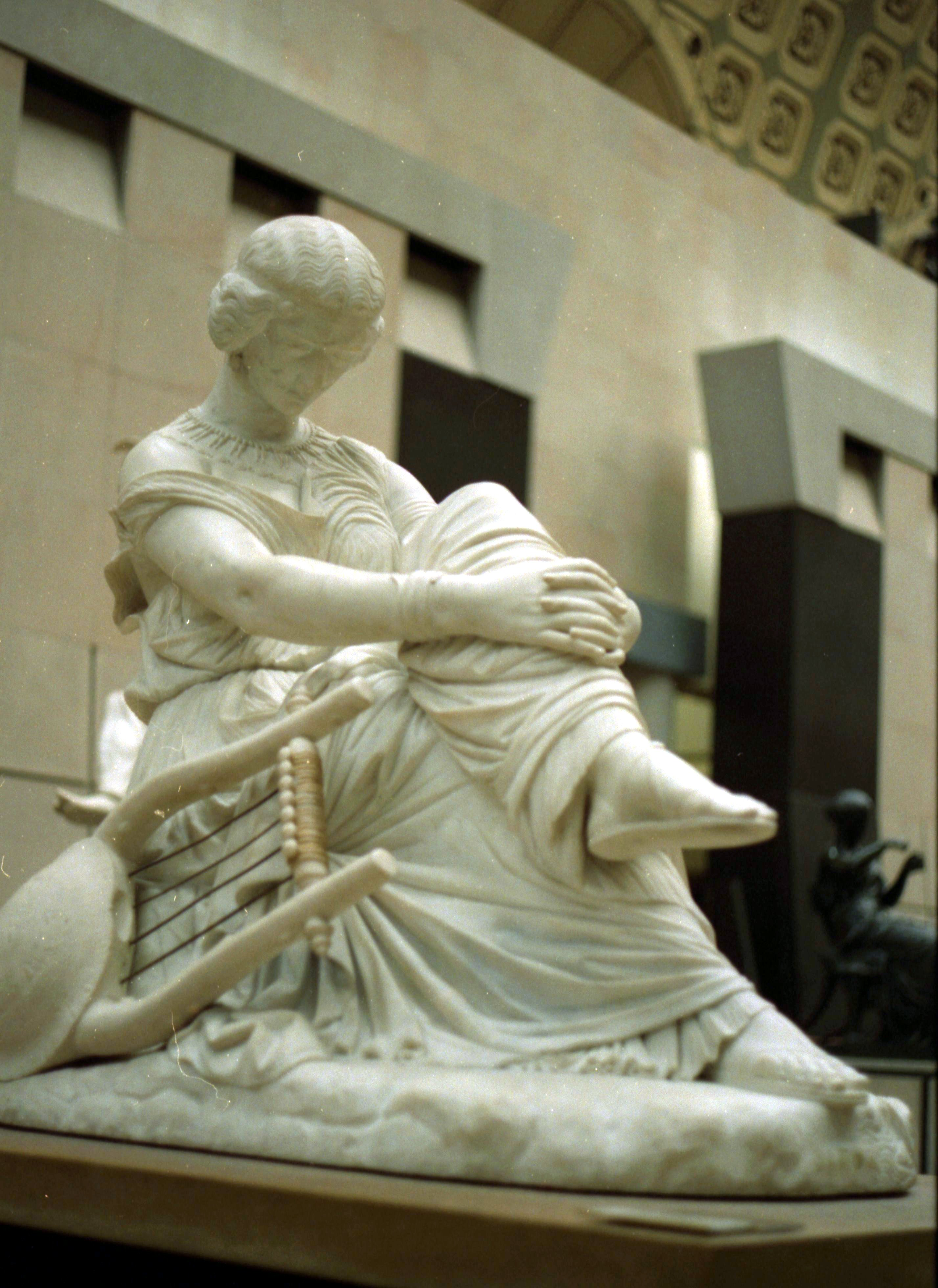
Sappho, 1852, Musée d’Orsay

## Korrespondenz
- Correspondance. Textes réunis, classés et annotés par Douglas Siler. 3 Bde. Droz, Genf 1984–1988. (Histoire des idées et critique littéraire; 221; 225; 263).